# Teminius affinis
Teminius affinis là một loài nhện trong họ Miturgidae.
Loài này thuộc chi Teminius. Teminius affinis được Richard C. Banks miêu tả năm 1897.